# Bieg na 300 metrów

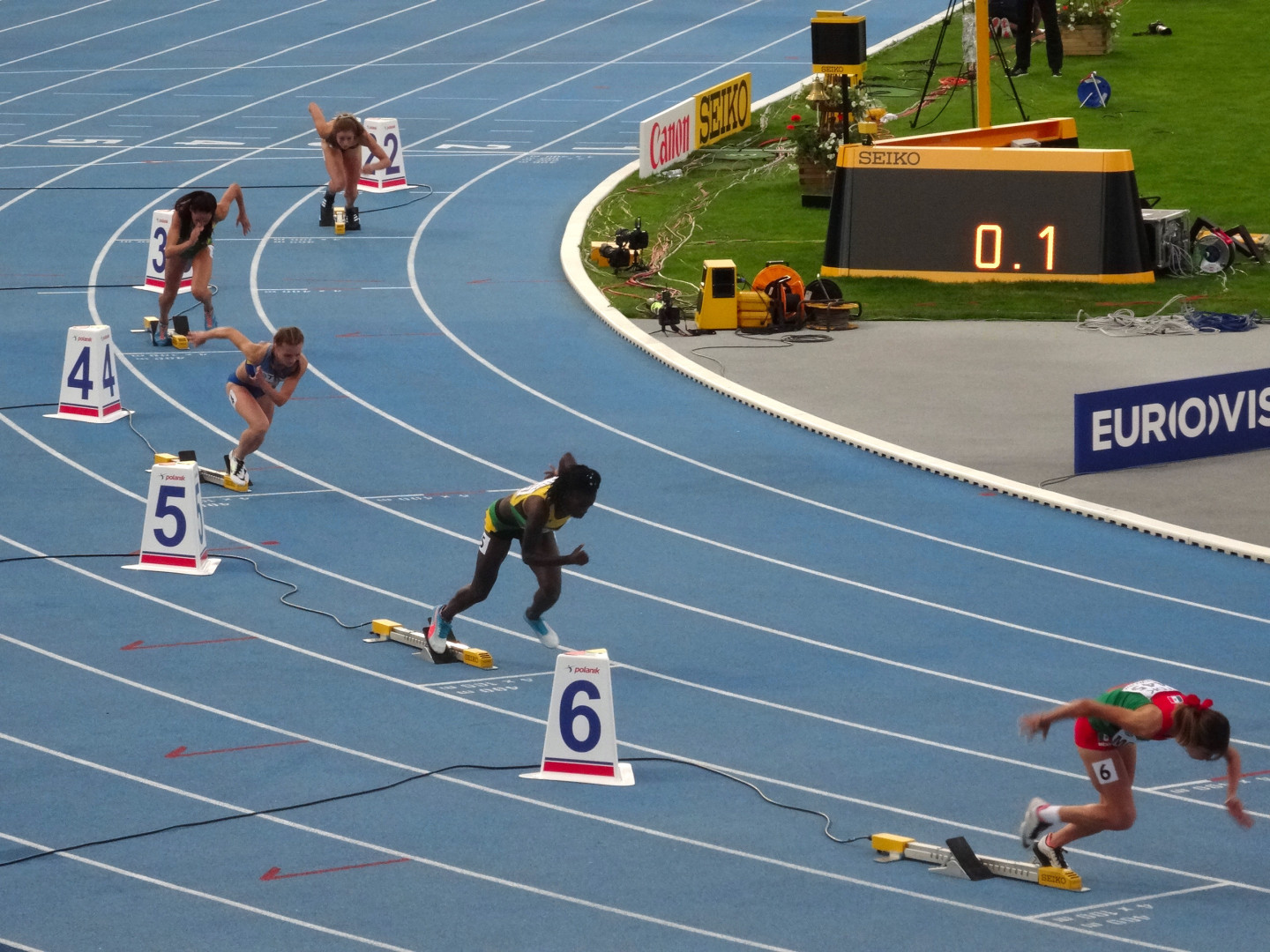
Start do biegu

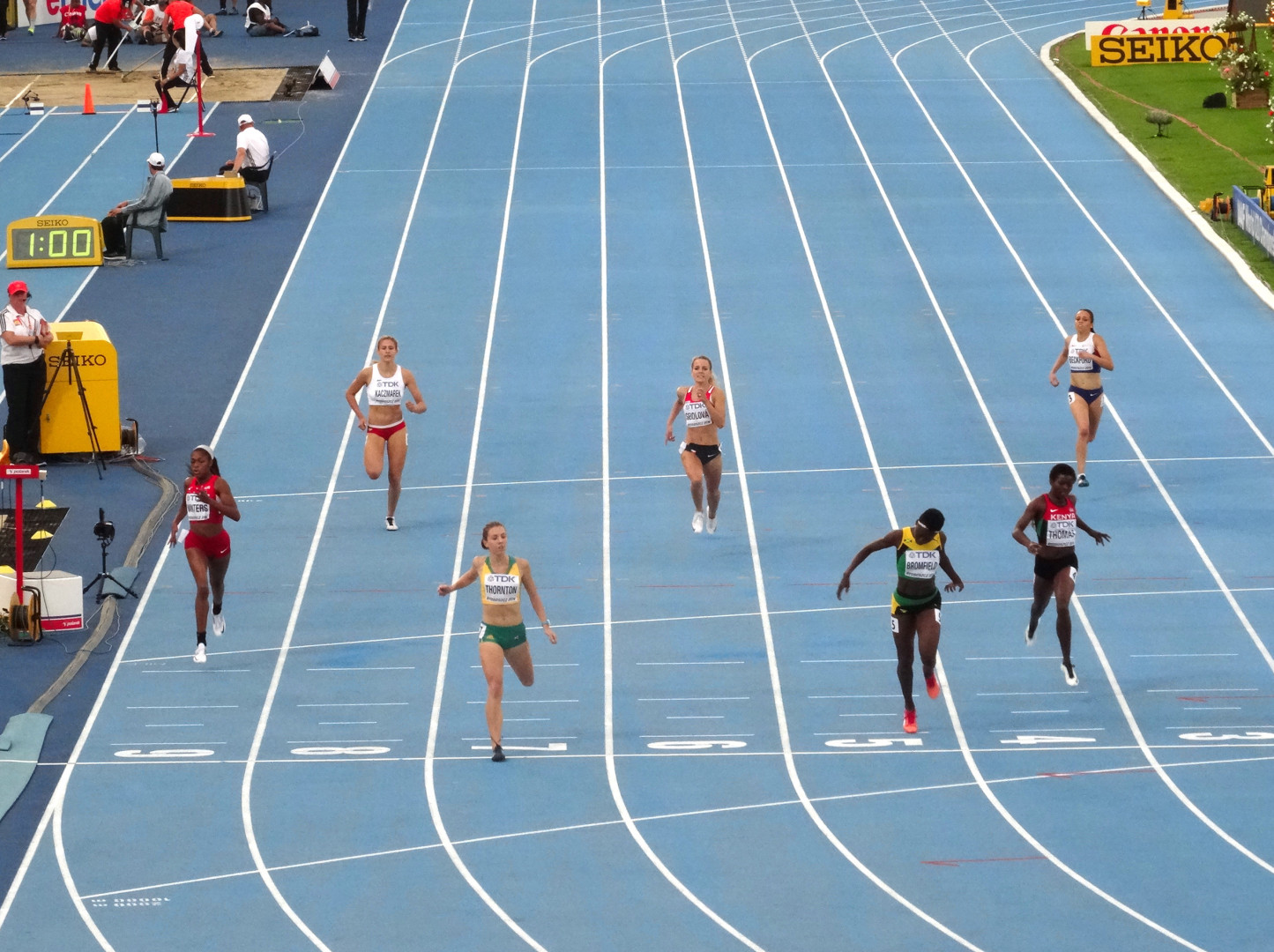
Finisz biegu

Bieg na 300 metrów – bieg sprinterski rozgrywany sporadycznie i nieoficjalnie, na międzynarodowych i krajowych zawodach lekkoatletycznych, (nie jest rozgrywany na oficjalnych zawodach lekkoatletycznych), zarówno seniorskich jak i juniorskich. Zawodnicy startują na sygnał (strzał) startera z bloków startowych. Każdy zawodnik biegnie po swoim torze, o kolejności na mecie decyduje pierś zawodnika. Bieg jest rozgrywany zarówno na otwartym stadionie, jak i w hali. World Athletics, nie odnotowuje jako rekordowych żadnych wyników biegów na 300 metrów. European Athletics również nie odnotowuje jako rekordów Europy wyników biegów na 300 metrów. W Polsce wzorem World Athletics i European Athletics wyników na dystansie 300 metrów nie notuje się jako oficjalnych rekordów Polski. Wyniki światowe, europejskie i polskie są jednak rejestrowane i jako nieoficjalne, najlepsze wyniki na tym dystansie, podawane do publicznej wiadomości.

## Najlepsze wyniki

### Na świecie
Letsile Tebogo, botswański lekkoatleta, 19 lutego 2024 osiągnął najlepszy wynik w historii na dystansie 300 metrów. W Pretorii na stadionie pobiegł w czasie 30,69 sekundy.
Poprzedni wynik należał do Wayde’a van Niekerka, który w 2017 roku pobiegł w Ostrawie w czasie 30,81 s. W historii poniżej 31 sekund biegali też: Michael Johnson (30,85 s – 2000) i Usain Bolt (30,97 s – 2010).
Shaunae Miller-Uibo, reprezentantka Bahamów na zawodach w Ostrawie na stadionie w 2019 na dystansie 300 metrów wynikiem 34,41 s, ustanowiła najlepszy wynik na świecie kobiet. Została pierwszą zawodniczką, która złamała 35 sekund w tej konkurencji. Zdetronizowała Meksykankę Anaę Guaverę (35,30 s)

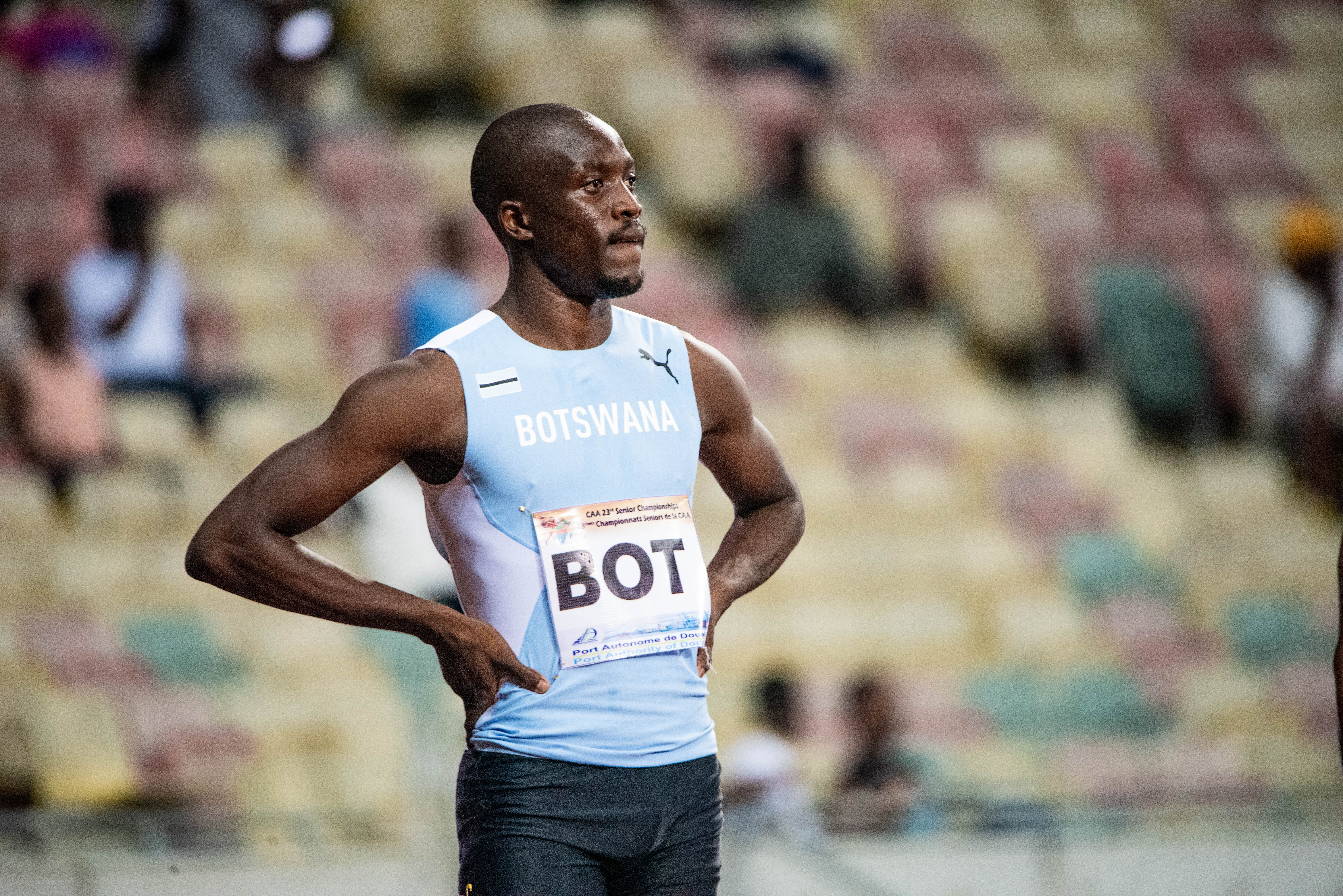
Letsile Tebogo
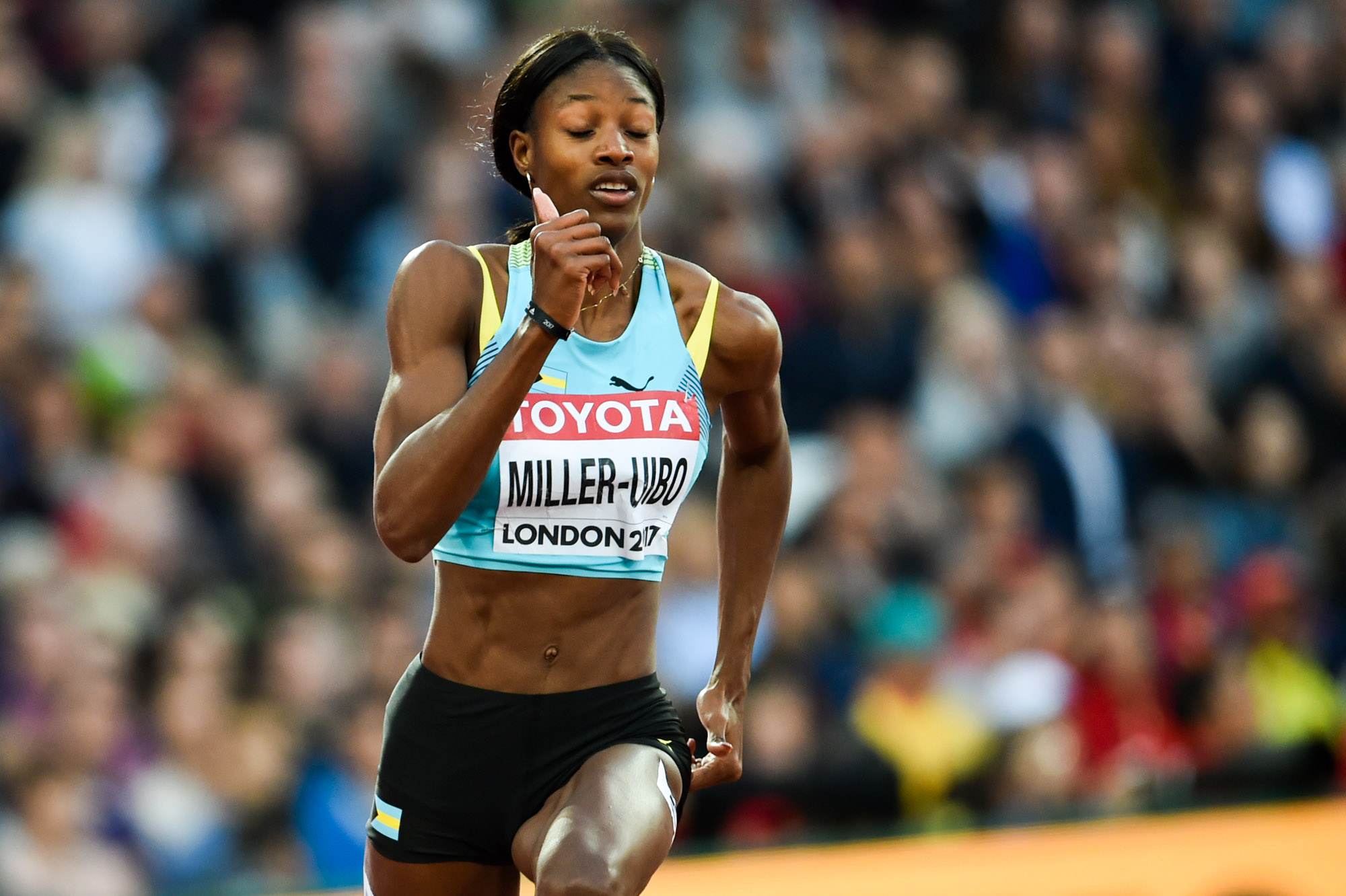
Shaunae Miller– Uibo

### W Europie
Irina Priwałowa, ustanowiła w 1993 najlepszy wynik do dziś w Europie, w biegu na 300 metrów w czasie 35,45 s.
Pavel Maslák, osiągnął w lutym 2014 na halowym mityngu w Gandawie (IAAF Permit) w biegu na 300 merów, wynik 32,15.

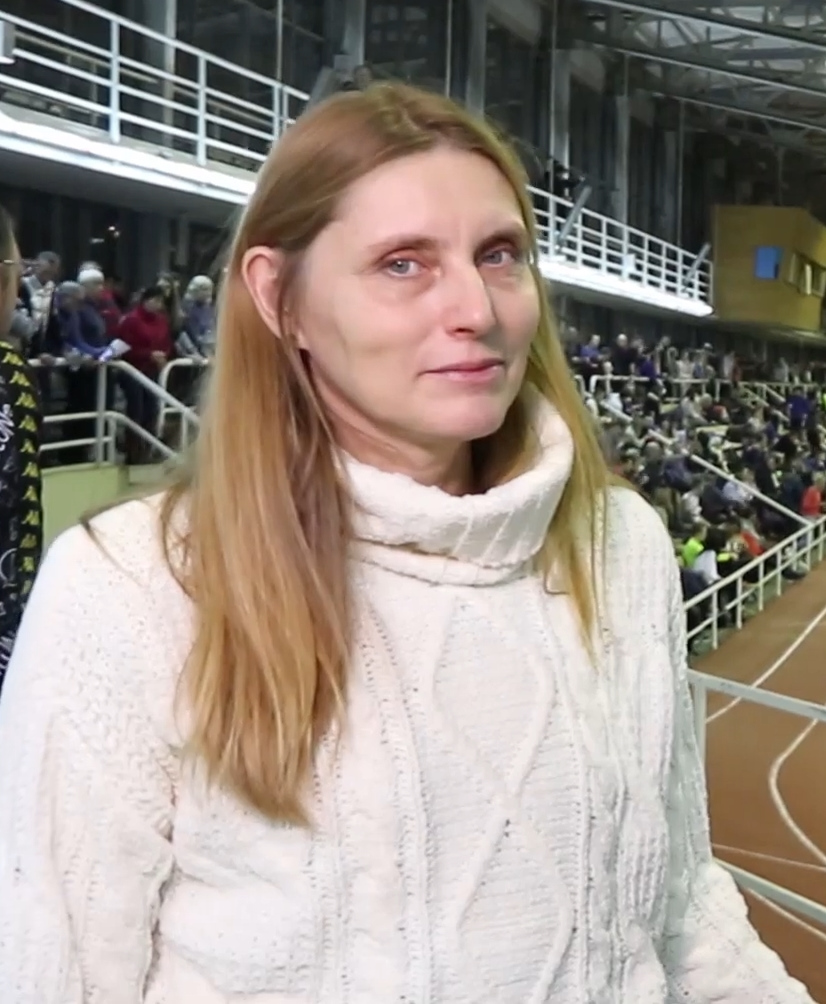
Irina Priwałowa
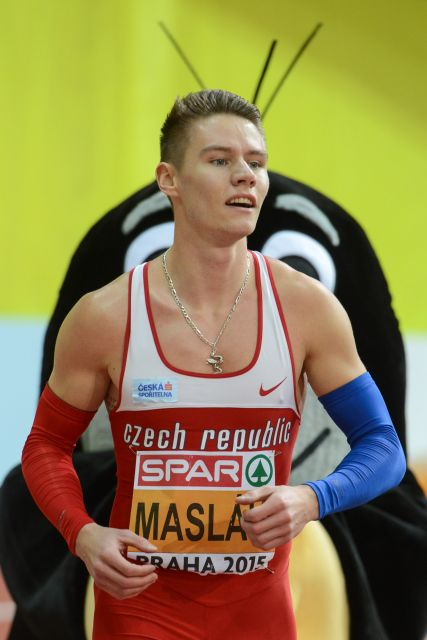
Pavel Maslák

### W Polsce - seniorzy
Natalia Kaczmarek, w 2024 w RPA, na zawodach w Potchefstroom w biegu na 300 metrów, uzyskała czas 35,52 s poprawiając 49 letni rekord Polski Ireny Szewińskiej wynoszący 35,70 s. Do najlepszego wyniku w Europie, Rosjanki Iriny Priwałowej sprzed 31 lat zabrakło 0,07 sekundy.
Karol Zalewski, 7 września 2014 podczas halowego mityngu w Rieti (cykl IAAF World Challenge), wygrał bieg na 300 metrów w czasie 31,93 s, poprawiając dotychczasowy najlepszy wynik w Polsce Rafała Omelko, który 18 maja 2014 w Pliezhausen uzyskał rezultat 32,31 s. 

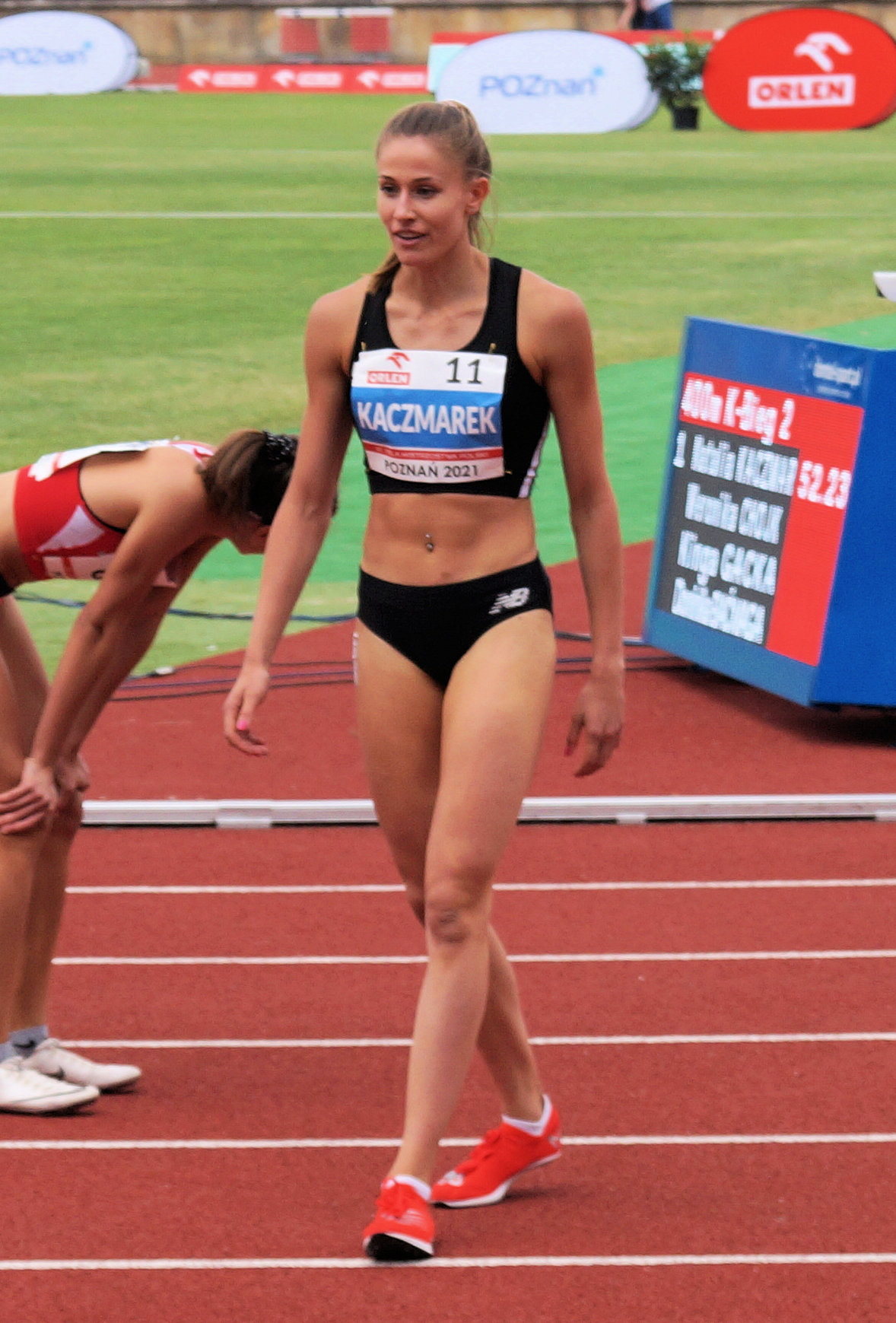
Natalia Kaczmarek
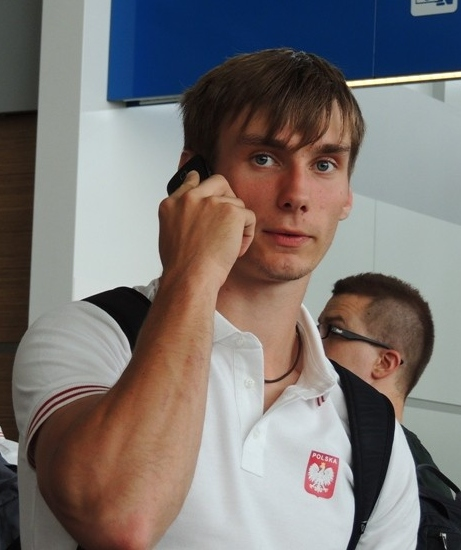
Karol Zalewski

### W Polsce - juniorzy
Stanisław Strzelecki (U18) – w 2024, podczas rozgrywanych we wrocławskiej KGHM Ślęza Arenie, lekkoatletycznych mistrzostw Polski U18 i U20, w  biegu na 300 metrów jako pierwszy w historii Polski junior młodszy uzyskał na tym dystansie, w biegu eliminacyjnym czas poniżej 34 sekund osiągając 33,84 s, a w biegu finałowym poprawił go na 33,55 s.
Zofia Tomczyk (U18) – w 2024, na mistrzostwach Polski U18 i U20 w Toruniu w biegu na 300 metrów poprawiła o 0,02 s, najlepszy wynik na hali w Polsce, Kornelii Lesiewicz (38,00 s), uzyskując czas 37,98 s.